# Somebody (Hurts)
Somebody è un singolo del gruppo musicale britannico Hurts, pubblicato il 30 luglio 2020 come quarto estratto dal quinto album in studio Faith.

## Descrizione
Settima traccia dell'album, il testo riguarda la sfida, la forza e il rialzarsi quando sei stato abbattuto, distaccandosi pertanto dalle tematiche oscure dei precedenti singoli estratti da Faith.

## Video musicale
Il video, diretto dai Grandmas, mostra il frontman Theo Hutchcraft camminare nella notte in una città surreale popolata da uccelli esotici, interrompendosi con alcuni passi di danza.

## Tracce
1. Somebody – 3:01